# ECDIS
L'ECDIS (Electronic Chart Display and Information System) è un sistema di navigazione elettronico in tempo reale, cioè in simultanea, che permette di visualizzare e gestire informazioni cartografiche (come le coordinate geografiche o i livelli di profondità) su uno schermo.
Dal 1º luglio 2012 l'ECDIS è diventato obbligatorio a bordo di tutte le navi secondo quanto stabilito dalla SOLAS. Lo scopo primario dell'ECDIS è quello di contribuire a rendere la navigazione più sicura alleggerendo il carico di lavoro dell'Ufficiale di guardia.

## Caratteristiche generali
L'ECDIS non è una carta nautica elettronica, ma un sistema che permette all'utente di accedere in formato elettronico alle carte nautiche così come a ulteriori dati necessari per la pianificazione della navigazione e per il monitoraggio della rotta.

### Formati delle carte nautiche elettroniche
Le carte nautiche elettroniche possono essere di due tipi:
- Carte Raster o RNC (Raster Navigational Chart): scansioni delle carte tradizionali
- Carte vettoriali o ENC (Electronic Navigational Chart): banche dati contenenti informazioni di tipo cartografico e descrittivo organizzate secondo standard stabiliti dall'IHO (International Hydrographic Organization) in merito a contenuto, forma e struttura.

Per l'ECDIS sono accettabili sia le carte vettoriali sia le carte RNC in RCDS-Mode..

### Il SENC
All'interno dell'ECDIS è contenuto il SENC (System Electronic Navigational Chart), un'altra banca dati che deve rispettare precisi standard sempre definiti dall'IHO costruita a partire dall'ENC senza aggiunta di modifiche, dagli aggiornamenti, dalle annotazioni e dagli oggetti eventualmente inseriti dall'utente o da altre sorgenti.
L'ECDIS ricava tutte le informazioni richieste direttamente dal SENC, mettendole in relazione con altri dati relativi alla posizione 
provenienti dai sistemi di navigazione.

### Il sistema di backup
L'ECDIS deve essere equipaggiato con un sistema di backup adeguato, sempre secondo quanto regolamentato dalla SOLAS, che tenga memoria delle operazioni effettuate per la pianificazione e il monitoraggio. Il sistema di backup può essere sia elettronico che cartaceo: nel primo caso si tratta di un secondo ECDIS indipendente, lasciato in funzione per tutta la durata del viaggio, che segue le stesse impostazioni dell'ECDIS primario. Quest'opzione è la migliore nel caso in cui l'ECDIS faccia parte di un sistema di navigazione integrato (o INS, Integrated Navigational System) in cui sono presenti diverse stazioni di lavoro a ognuna delle quali è associato un ECDIS, perché in questo modo è possibile passare senza problemi dall'uno all'altro. In particolare, una nave dotata di due ECDIS viene definita “full-ECDIS”. 
In alternativa possono essere utilizzate delle carte nautiche cartacee che, però, richiedono di essere aggiornate manualmente, il che potrebbe aumentare il lavoro degli Ufficiali costretti a gestire due sistemi cartografici diversi.

## Componenti
L'ECDIS è costituito dai seguenti componenti:
- il database: una banca contenente dati di tipo alfanumerico e/o iconografico che vengono trasferiti utilizzando dispositivi quali CD, DVD, schede di memoria USB e SD card.
- l'hardware: la parte solida dell'ECDIS che può essere una stazione di lavoro autonoma (standalone workstation) oppure un elemento del sistema di navigazione integrato. Esso è a sua volta formato da:
  - il lettore DVD
  - la trackball
  - la tastiera dedicata
  - il monitor: uno schermo LCD, TFT o LED di dimensioni minime pari a 270×270mm (circa 19 pollici) secondo i requisiti IMO, in modo tale da garantire una visibilità ottimale.
 Il sistema ECDIS, di fatto, potrebbe anche essere utilizzato su un comune computer, ma essendo fortemente interattivo rende necessarie alcune caratteristiche particolari per la stazione di lavoro, come notevoli capacità grafiche e l'assenza di altri programmi, quali antivirus, che solamente un hardware specifico può assicurare.
- il software: diversi programmi permettono il controllo dei vari dati inviati all'ECDIS e li rendono visibili tramite la graphical user interface (GUI). La parte più importante, in particolare, è costituita dal kernel software, il responsabile della trasformazione dell'ENC in SENC.
- l'interfaccia con sistemi di bordo: esso permette il collegamento dell'ECDIS, per mezzo di specifici sistemi, ai sensori, nonché la ricezione e la visualizzazione dei dati da essi raccolti.
- i sensori: 
  - l'EPFS (Electronic Position Fixing System): il più importante di tutti i sensori, che può essere di tipo GPS o DGPS
  - la girobussola
  - il solcometro

I tre sensori indicati sono indispensabili e devono essere collegati all'ECDIS, sia a quello in uso sia a quelli eventuali di backup. Vi sono poi i sensori di backup, come l'EPFS di rispetto, un indicatore di governo di rispetto, una bussola magnetica, un sistema di riferimento della prua con il GPS, il radar, un ingresso dei bersagli AIS, un ingresso per i bersagli ARPA del radar, l'anemometro, l’ecoscandaglio, il sensore di corrente, i sensori di avviso e di servizio NAVTEX, il SAR (Search And Rescue), il radiogoniometro e il VHF. Tutti questi componenti devono essere approvati e garantiti.

## Tipi di display
Lo schermo (o display) dell'ECDIS può essere di tipi differenti:
- Il Display Base (Basic Display): in esso sono contenute informazioni di base (linea di costa, contorno di sicurezza della nave, pericoli sottomarini, scala, orientamento, unità di misura per altezza e profondità), non rimovibili in quanto fondamentali, eppure non sufficienti da sole per la navigazione.
- Il Display Standard (Standard Display): è il display che appare automaticamente all'accensione dell'ECDIS. Oltre alle informazioni di base, questo tipo di display contiene anche informazioni di supporto alla pianificazione e al monitoraggio[8] che l'operatore può anche modificare.
- All layer Display o All other Information: è il display che raggruppa tutte le informazioni contenute nel Display Standard e altre aggiuntive[8], tra cui anche informazioni eventualmente richieste dall'utente stesso.
- Il Custom Display: con esso l'operatore può scegliere quali altri livelli visualizzare in aggiunta allo Standard Display, in base al tipo di navigazione condotta.

Grazie ad alcune opzioni per regolare luminosità e colori, l'ECDIS ha il vantaggio, rispetto alla carta nautica cartacea, di una migliore visione che si adatta nelle varie ore del giorno e della notte.

## Requisiti IMO
L'ECDIS deve soddisfare diversi requisiti definiti dall'IMO attraverso la risoluzione IMO MSC 232(82). In base a essa il sistema, in conformità con le regole SOLAS, può essere utilizzato come fonte primaria rispetto alla carta nautica.
L'ECDIS, pertanto, deve possedere i seguenti requisiti: 
- Deve essere un sistema sicuro e chiaro
- Deve essere in grado di raffigurare tutte le informazioni contenute all'interno della carta nautica
- Deve garantire un opportuno segnale di allarme in caso di cattivo funzionamento
- Deve essere capace di approvare e integrare gli aggiornamenti e i dati derivanti dall'ENC in linea con gli standard IHO
- Deve permettere il plottaggio, cioè la mappatura, di un rilevamento (termine con cui in navigazione si indica l'angolo compreso fra il nord e la linea congiungente nave-oggetto) e di un tratto dal punto indicato, permettendo così di determinare la propria posizione
- Deve essere in grado di pianificare una traversata comunicando con anticipo anomalie o la mancanza dei dati forniti dai sensori di navigazione.
- Deve avere il sistema di localizzazione e il SENC sullo stesso Datum geodetico
- Deve essere in grado di riconoscere i dati presenti all'interno del Display del Radar

## Allarmi
Per garantire la sicurezza della navigazione, l'ECDIS, secondo quanto stabilito dall'IMO, è in grado di segnalare automaticamente eventuali situazioni di pericolo che possono verificarsi durante la traversata mediante l'utilizzo di appositi allarmi. Questi ultimi si suddividono in:
- allarmi operativi: che riguardano lo svolgimento della traversata
- allarmi funzionali: che assicurano il corretto funzionamento dell'ECDIS

Secondo gli standard stabiliti dall'IMO, un allarme può essere solamente di tipo visivo oppure visivo e sonoro.
Gli allarmi che si possono attivare sono i seguenti: 
- Violazione safety contours: Si accende quando la distanza di sicurezza - verticale, laterale o in profondità - impostata dall'utente viene infranta e/o la nave si avvicina a zone valutate come pericolose, per cui è richiesta maggiore attenzione. Riguardo ai livelli di profondità in particolare, essi sono distinti in:
  - Safety contour: è la profondità che permette di navigare in totale sicurezza
  - Shallow contour: è la profondità data dalla somma del pescaggio della nave con il proprio UKC (Under Keel Clearance), per cui, a differenza della Safety Contour, specifica dove potrebbe verificarsi l'incaglio
  - Deep contour: si ottiene quando la profondità è notevole e delinea il margine di navigabilità. A differenza dei livelli precedentemente elencati, in questo caso non si attiva nessun allarme
  - Safety depth: è la profondità limite impostata dall'utente.
Nella schermata dell'ECDIS questi livelli sono rappresentati con diversi colori in base al grado di pericolosità. In ordine dal meno al più pericoloso si ha bianco per il deep contour, grigio chiaro per il safety contour, azzurro per il safety depth e blu scuro per lo shallow contour
- Avvicinamento ad aree proibite o punti critici: L'allarme si attiva quando la nave si trova in prossimità di zone dove la navigazione è interdetta e in aree dove è richiesta la massima attenzione (ad esempio TSS), così come in punti considerati importanti dall'utente (per esempio l'arrivo a un Waypoint stabilito)
- Fuorirotta: l'allarme parte quando la traiettoria che si sta seguendo non corrisponde con la rotta impostata precedentemente.
- Utilizzo scala adeguata: l'allarme riguarda la scala dell'ECDIS e si attiva quando la scala di lavoro utilizzata dall'utente non è opportuna.
- Fonte dei dati: L'allarme si accende quando non è disponibile un collegamento con i dati contenuti all'interno dell'ENC. Sullo schermo, in particolare nella Chart Status Line, comparirà infatti la scritta "NON ENC DATA AVAILABLE".
- Funzionamento del sistema: L'allarme si attiva quando l'ECDIS non funziona correttamente o si verificano anomalie all'interno del sistema. Se, in particolare, ci dovessero essere problemi relativi al posizionamento della nave, comparirà la scritta “GPS FAILURE".
- Ulteriori specifici allarmi strettamente legati al monitoraggio

## Funzioni
Le principali funzioni dell'ECDIS riguardano la pianificazione e il monitoraggio della navigazione. 
- Pianificazione: Selezionando il punto di partenza e il punto di arrivo, impostando la velocità e l'ora di arrivo desiderata - indicata con l'acronimo ETA (Extimated Time of Arrival) - e tenendo conto di tutti i parametri di sicurezza impostati dall'utente, L'ECDIS è capace di fornire l'ETD (Extimated Time of Departure), ovvero l'orario di partenza, ed è in grado di pianificare la traversata unendo i due punti intervallati dai Waypoint con dei segmenti chiamati “legs”. Manualmente l'utente può modificare e aggiungere dati o tratti di navigazione sull'ECDIS che, automaticamente, ne riprodurrà gli effetti sullo schermo. Inoltre, qualora i nuovi tratti di navigazione mettano a rischio la sicurezza della nave, il sistema li segnala.
- Monitoraggio: l'ECDIS è in grado di monitorare in tempo reale il corretto andamento della nave lungo la rotta impostata durante la fase di pianificazione. Se i parametri di sicurezza dovessero essere violati, scatterebbero alcuni allarmi, come:
  - Out of schedule: si attiva qualora la nave esca dai limiti laterali preimpostati nella schedulazione
  - Out of XTD: questo allarme scatta se vengono oltrepassati i limiti laterali stabiliti durante la fase di pianificazione
  - WPs Approach: si informa dell'avvicinamento a un Waypoint
  - End of Route: l'allarme segnala l'avvicinamento all'ultimo Waypoint
  - End of Route alarm: l'allarme segnala il superamento dell'ultimo Waypoint
  - Off Leg Course: l'allarme scatta se viene oltrepassata la massima deviazione di rotta stabilita.